# Iggesunds landskommun

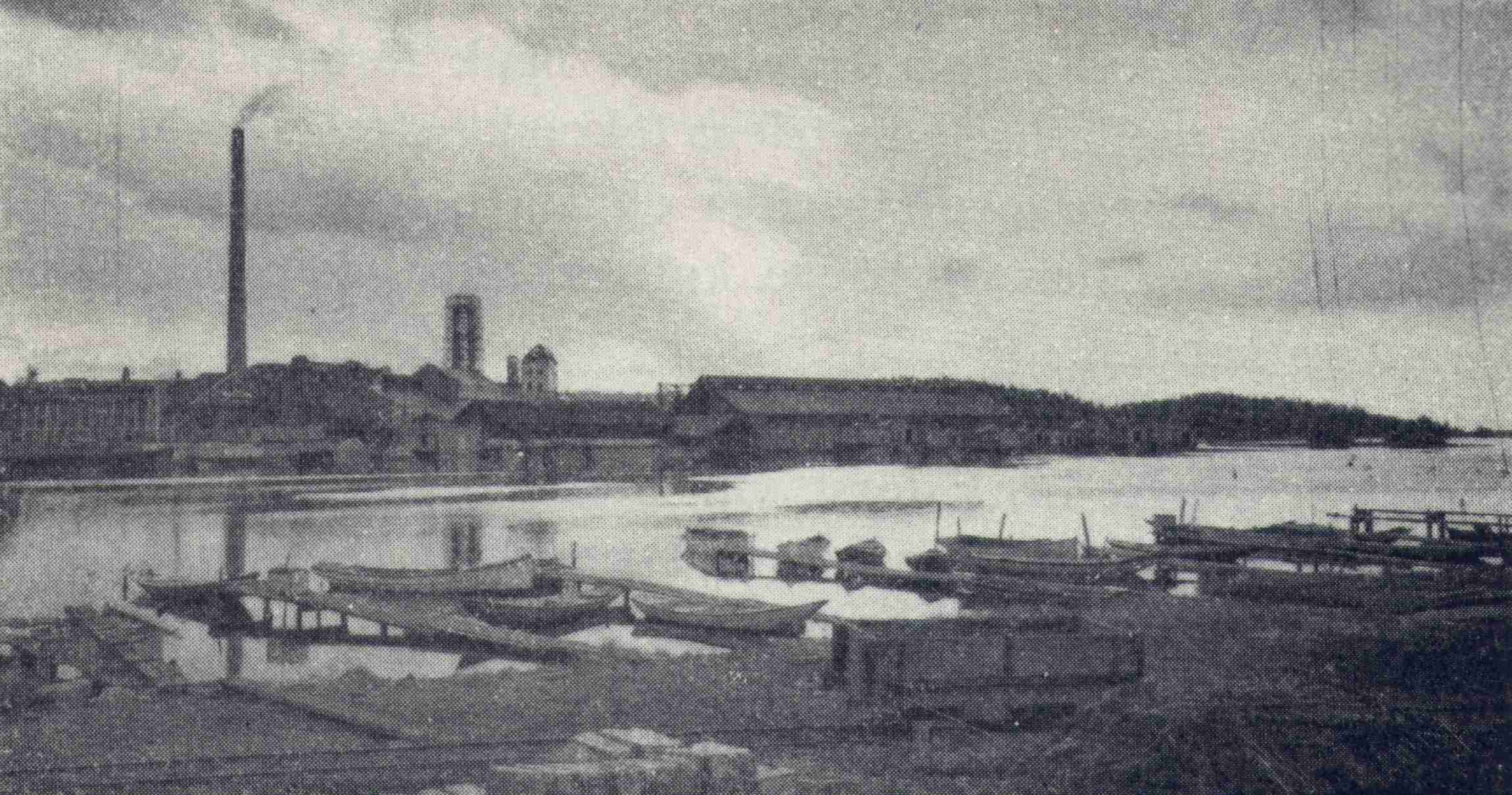
Iggesunds bruk år 1923.

Iggesunds landskommun var en tidigare kommun i Gävleborgs län.

## Administrativ historik
Kommunerna Enånger och Njutånger "överlevde" 1952 års kommunreform, men 1 januari 1963 lades de samman till Iggesunds landskommun. Vid sammanslagningen 1963 hade Enångers landskommun 1 916 invånare och Njutångers landskommun 5 074 invånare.
Denna kommun i sin tur gick 1 januari 1971 samman med ett flertal andra för att bilda Hudiksvalls kommun.
Kommunkoden var 2117.

### Kyrklig tillhörighet
I kyrkligt hänseende tillhörde kommunen de tre församlingarna Enånger, Nianfors och Njutånger.

## Politik

### Mandatfördelning i valen 1962-1966
| 6 | 22 | 7 | 3 | 2 |

| 35 |

| 8 | 18 | 9 | 3 | 2 |

| 35 |